# 松下 (稲沢市)
松下（まつした）は、愛知県稲沢市の地名。

## 地理
稲沢市中央部に位置する。東は国府宮、西は小沢2丁目、南は高御堂1丁目、北は稲島町に接する。

### 学区
|                  | 小学校               | 中学校               | 高等学校 |
| ---------------- | -------------------- | -------------------- | -------- |
| 松下一丁目       | 稲沢市立高御堂小学校 | 稲沢市立稲沢中学校   | 尾張学区 |
| 松下二丁目(一部) | 稲沢市立高御堂小学校 | 稲沢市立稲沢中学校   | 尾張学区 |
| 松下二丁目(一部) | 稲沢市立稲沢西小学校 | 稲沢市立稲沢西中学校 | 尾張学区 |

## 歴史

### 人口の変遷
国勢調査による人口および世帯数の推移。
| 1995年（平成7年）  | 723世帯 1621人 |  |
| 2000年（平成12年） | 762世帯 1576人 |  |
| 2005年（平成17年） | 829世帯 1644人 |  |
| 2010年（平成22年） | 808世帯 1550人 |  |
| 2015年（平成27年） | 904世帯 1626人 |  |
| 2020年（令和2年）  | 955世帯 1701人 |  |

### 沿革
- 1889年（明治22年） - 中島郡松下村が国府宮村大字松下となる[2]。
- 1906年（明治39年） - 稲沢町大字松下となる[2]。
- 1958年（昭和33年） - 稲沢町大字松下が稲沢市松下町となる[2]。
- 1980年（昭和55年）・1984年（昭和59年） - 稲沢市松下町は高御堂1丁目から同5丁目および同10丁目・国府宮1丁目から同4丁目・松下1丁目および松下2丁目にそれぞれ編入され、消滅[2]。
- 1984年（昭和59年） - 稲沢市国府宮国衙町・松下町・稲沢町の各一部により、同市松下一丁目と松下二丁目がそれぞれ成立する[3]。

### 松下村の字一覧
1882年（明治15年）現在の字
- 大坪（ををつぼ）[4]
- 郷西（こふにし）[4]
- 高畑（たかはた）[4]
- 北出（きたで）[4]
- 國衙（こくが）[4]
- 五十七歩（ごじふひちぶ）[4]
- 丁長（ちよふなが）[4]
- 前田（まゑだ）[4]
- 随所（ずいしよ）[4]
- 稲荷（いなり）[4]
- 天神木（てんじんき）[4]
- 六反田（ろくたんだ）[4]

## 交通
- 名鉄名古屋本線国府宮駅[1]
- 国府宮駅バスのりば
  - 1番のりば - アピタ稲沢店・矢合観音行名鉄バス・稲沢市コミュニティバス[WEB 12]
  - 2番のりば - JR稲沢駅西口・稲沢市民病院行名鉄バス・稲沢市コミュニティバス[WEB 12]

- 名鉄国府宮駅
- 国府宮駅バスのりば

## 施設

### 松下1丁目
- 臨済宗妙心寺派観音寺[1]
- 三菱UFJ銀行稲沢支店[1]

- 三菱東京UFJ銀行稲沢支店

### 松下2丁目
- 修理若御子社[1]
- 北出公園[1]
- 松下公園[1]
- 大垣共立銀行稲沢支店[1]

1970年（昭和45年）3月25日、松下町大坪40番地に稲沢支店として開店。
- 修理若御子社
- 北出公園

### WEB
1. 1 2  総務省統計局 (2022年2月10日). “令和2年国勢調査の調査結果(e-Stat) - 男女別人口，外国人人口及び世帯数－町丁・字等” (CSV). 2023年8月2日閲覧。
2. ↑  “愛知県稲沢市の町丁・字一覧”.   人口統計ラボ. 2023年5月5日閲覧。
3. ↑  “読み仮名データの促音・拗音を小書きで表記するもの(zip形式) 愛知県” (zip).   日本郵便 (2024年2月29日). 2024年3月26日閲覧。
4. ↑  “市外局番の一覧” (PDF).   総務省 (2022年3月1日). 2022年3月22日閲覧。
5. ↑  “ナンバープレートについて”.   一般社団法人愛知県自動車会議所. 2024年1月21日閲覧。
6. 1 2 3 4  稲沢市役所 教育委員会事務局 学校教育課 学習支援グループ (2020年4月9日). “住所50音順通学区域（小・中学校）”.   稲沢市. 2024年6月20日閲覧。
7. ↑  総務省統計局 (2014年3月28日). “平成7年国勢調査の調査結果(e-Stat) - 男女別人口及び世帯数 －町丁・字等” (CSV). 2021年7月20日閲覧。
8. ↑  総務省統計局 (2014年5月30日). “平成12年国勢調査の調査結果(e-Stat) - 男女別人口及び世帯数 －町丁・字等” (CSV). 2021年7月20日閲覧。
9. ↑  総務省統計局 (2014年6月27日). “平成17年国勢調査の調査結果(e-Stat) - 男女別人口及び世帯数 －町丁・字等” (CSV). 2021年7月21日閲覧。
10. ↑  総務省統計局 (2012年1月20日). “平成22年国勢調査の調査結果(e-Stat) - 男女別人口及び世帯数 －町丁・字等” (CSV). 2021年7月21日閲覧。
11. ↑  総務省統計局 (2017年1月27日). “平成27年国勢調査の調査結果(e-Stat) - 男女別人口及び世帯数 －町丁・字等” (CSV). 2021年7月21日閲覧。
12. 1 2  “国府宮駅”.   名鉄バス. 2024年6月20日閲覧。

### 書籍
1. 1 2 3 4 5 6 7 8 9  「角川日本地名大辞典」編纂委員会 1989, p. 1603.
2. 1 2 3 4  「角川日本地名大辞典」編纂委員会 1989, p. 1249.
3. ↑  「角川日本地名大辞典」編纂委員会 1989, p. 1250.
4. 1 2 3 4 5 6 7 8 9 10 11 12  日本地名学研究所 1969, p. 96.
5. ↑  大垣共立銀行 1976, p. 129.